# Aime ton père
Pour plus de détails, voir Fiche technique et Distribution.
 Aime ton père est film dramatique franco-suisse réalisé par Jacob Berger et sorti en 2002. Il met en vedette Gérard Depardieu et son fils aîné, Guillaume Depardieu.

## Synopsis
Léo Sheperd, écrivain célèbre, s'élance à moto sur les routes d'Europe vers Stockholm où il doit recevoir le prix Nobel de littérature. En chemin, Paul son fils vient à sa rencontre. Le jeune homme qui souffre du désamour de son père veut le féliciter mais Léo le repousse. Paul poursuit alors Léo et le kidnappe. Le père et le fils s'affrontent violemment. Ils cèdent à la colère puis se livrent leurs peurs, leurs souvenirs, leur rage. Virginia, la sœur de Paul finit par retrouver leur trace mais arrivera-t-elle à temps?…

## Fiche technique
- Durée : 100 minutes
- Date de sortie : 10 novembre 2002
- Réalisation : Jacob Berger
- Scénario : Jacob Berger et Pascal Barollier.
- Musique originale : Jean-Claude Petit
- Directeur de production : Thierry Bettas-Begalin
- N° de visa : 102750
- Format du son : Dolby SRD
- Format de projection : 2.35 : 1 Cinémascope
- Format de production : couleur 35 mm
- Tourné en : français
- Coproducteur : Ruth Waldburger, Jonathan Vanger et Claude Léger
- Producteur exécutif : Patrick Bordier
- Producteur délégué : Jean-Pierre Guérin et Gérard Depardieu
- Production : GMT Productions,  France
  - DD Productions,  France
  - Transfilm,  France
  - Véga Films,  France
  - Spice Factory,  Royaume-Uni
  - France 3 Cinéma,  France
  - Rhône-Alpes Cinéma,  France
  - Télévision suisse romande (T.S.R.),  Suisse
- Directeur de la photographie : Pascal Marti
- Monteur : Cathy Chamorey
- Chef décorateur : Ivan Niclass
- Costumière : Kay Devanthey
- 1er assistant réalisateur : Fabrice Grange
- Ingénieur du son : Jean-Paul Mugel

## Distribution
- Gérard Depardieu : Léo Shepherd
- Guillaume Depardieu : Paul
- Sylvie Testud : Virginia
- Julien Boisselier : Arthur
- Hiam Abbass : Salma
- Frédéric Polier : André
- Pierre-Alexandre Crevaux : Paul à 8 ans
- Pippa Schallier : Virginia à 11 ans

## Autour du film
Le film est immédiatement perçu comme une version romancée des rapports entre Gérard Depardieu et son fils Guillaume. Pourtant le réalisateur, Jacob Berger, a déclaré s’être surtout inspiré des relations avec son propre père, l'écrivain anglais John Berger.

## Festival
- Ce film est en compétition au festival de Locarno en 2002.
- Ce film est le deuxième long métrage du réalisateur Jacob Berger, après Angels.